# Gran Premio de los Países Bajos de Motociclismo de 1987
El Gran Premio de los Países Bajos de Motociclismo de 1987 fue la séptima prueba de la temporada 1987 del Campeonato Mundial de Motociclismo. El Gran Premio se disputó el 27 de junio de 1987 en el Circuito de Assen.

## Resultados 500cc
La carrera estuvo marcada por la lluvia y se tuvo que suspender hasta en tres ocasiones para lafinal hacer la suma de todos los tiempos. La victoria fue para el estadounidense Eddie Lawson por delante del australiano Wayne Gardner y el también estadounidense Randy Mamola. La clasificación provisional del campeonato tiene a Gardner como líder con 19 puntos por delante de Mamola y 21 sobre Lawson.
| Pos.     | Piloto                | Equipo    | Tiempo    | Pts. |
| -------- | --------------------- | --------- | --------- | ---- |
| 1        | Eddie Lawson          | Yamaha    | 50.12.91  | 15   |
| 2        | Wayne Gardner         | Honda     | 50.19.58  | 12   |
| 3        | Randy Mamola          | Yamaha    | 50.25.90  | 10   |
| 4        | Robert McElnea        | Yamaha    | 50.29.34  | 8    |
| 5        | Ron Haslam            | Elf-Honda | 50.51.22  | 6    |
| 6        | Didier de Radiguès    | Cagiva    | 50.56.25  | 5    |
| 7        | Roger Burnett         | Honda     | 50.58.14  | 4    |
| 8        | Kenny Irons           | Suzuki    | 51.16.00  | 3    |
| 9        | Pierfrancesco Chili   | Honda     | 51.54.33  | 2    |
| 10       | Kevin Magee           | Yamaha    | 52.13.02  | 1    |
| 11       | Ray Swann             | Honda     | 52.36.17  |      |
| 12       | Simon Buckmaster      | Honda     | 53.07.93  |      |
| 13       | Marco Gentile         | Fior      | 53.16.52  |      |
| 14       | Shungi Yatsushiro     | Honda     | 53.32.28  |      |
| 15       | Fabio Barchitta       | Honda     | 53.34.79  |      |
| 16       | Gerold Fisher         | Honda     | 53.37.12  |      |
| 17       | Steve Manley          | Suzuki    | 54.28.75  |      |
| 18       | Tadahiko Taira        | Yamaha    | 1 Vuelta  |      |
| 19       | Silvo Habat           | Honda     | 1 Vuelta  |      |
| 20       | Hervé Guilleux        | Fior      | 2 Vueltas |      |
| 21       | Bruno Kneubühler      | Honda     | 2 Vueltas |      |
| 22       | Daniel Amatriaín      | Honda     | 2 Vueltas |      |
| Ret      | Manfred Fischer       | Honda     | Ret       |      |
| Ret      | Alan Jeffrey          | Suzuki    | Ret       |      |
| Ret      | Niall Mackenzie       | Honda     | Ret       |      |
| Ret      | Henk van der Mark     | Honda     | Ret       |      |
| Ret      | Wolfgang von Muralt   | Suzuki    | Ret       |      |
| Ret      | Mark Phillips         | Suzuki    | Ret       |      |
| Ret      | Rob Punt              | Suzuki    | Ret       |      |
| Ret      | Christian Sarron      | Yamaha    | Ret       |      |
| Ret      | Richard Scott         | Yamaha    | Ret       |      |
| Ret      | Karl Truchsess        | Honda     | Ret       |      |
| Ret      | Alessandro Valesi     | Honda     | Ret       |      |
| Ret      | Raymond Roche         | Cagiva    | Ret       |      |
| Ret      | Koos van Leyen        | Honda     | Ret       |      |
| DNS      | Marco Papa            | Honda     | DNS       |      |
| DNS      | Fabio Biliotti        | Honda     | DNS       |      |
| DNQ      | Larry Moreno Vacondio | Suzuki    | DNQ       |      |
| DNQ      | Maarten Duyzers       | Honda     | DNQ       |      |
| DNQ      | Andreas Leuthe        | Honda     | DNQ       |      |
| DNQ      | Hennie Boerman        | Honda     | DNQ       |      |
| DNQ      | Josef Doppler         | Honda     | DNQ       |      |
| Sources: |                       |           |           |      |

## Resultados 250cc
El piloto alemán Anton Mang obtuvo la cuarta victoria del año, precediendo a su compatriota Reinhold Roth y al español Sito Pons. La clasificación provisional del campeonato tiene a los dos pilots alemanes en cabeza, seguido del español.
| Pos. | Piloto                    | Moto       | Tiempo   | Pts. |
| ---- | ------------------------- | ---------- | -------- | ---- |
| 1    | Anton Mang                | Honda      | 41.47.20 | 15   |
| 2    | Reinhold Roth             | Honda      | 41.53.65 | 12   |
| 3    | Sito Pons                 | Honda      | 42.00.34 | 10   |
| 4    | Carlos Cardús             | Honda      | 42.14.34 | 8    |
| 5    | Martin Wimmer             | Yamaha     | 42.21.24 | 6    |
| 6    | Ivan Palazzese            | Yamaha     | 42.21.56 | 5    |
| 7    | Jacques Cornu             | Honda      | 42.21.89 | 4    |
| 8    | Juan Garriga              | Yamaha     | 42.22.16 | 3    |
| 9    | Patrick Igoa              | Yamaha     | 42.26.59 | 2    |
| 10   | Carlos Lavado             | Yamaha     | 42.33.19 | 1    |
| 11   | Manfred Herweh            | Honda      | 42.37.17 |      |
| 12   | Guy Bertin                | Honda      | 42.40.07 |      |
| 13   | Stéphane Mertens          | Honda      | 42.45.25 |      |
| 14   | Donnie McLeod             | Honda      | 42.45.47 |      |
| 15   | Luca Cadalora             | Yamaha     | 42.46.19 |      |
| 16   | Hans Lindner              | Honda      | 42.51.36 |      |
| 17   | Javier Cardelús           | JJ Cobas   | 42.53.92 |      |
| 18   | Jochen Schmid             | Yamaha     | 42.54.13 |      |
| 19   | Harald Eckl               | Honda      | 42.54.49 |      |
| 20   | Alberto Puig              | JJ Cobas   | 42.54.74 |      |
| 21   | Jean-Michel Mattioli      | Yamaha     | 42.55.27 |      |
| 22   | Cees Doorakkers           | Honda      | 42.56.06 |      |
| 23   | Urs Lüzi                  | Honda      | 42.56.31 |      |
| 24   | Patrick van den Goorbergh | Honda      | 42.59.91 |      |
| 25   | Jean Foray                | Chevallier | 43.12.25 |      |
| 26   | Jean-Philippe Ruggia      | Yamaha     | 43.19.47 |      |
| 27   | Garry Cowan               | Honda      | 43.32.47 |      |
| 28   | René Delaby               | Yamaha     | 43.36.43 |      |
| 29   | Massimo Matteoni          | Honda      | 43.36.70 |      |
| 30   | Andreas Preining          | Rotax      | 44.11.50 |      |
| Ret  | Dominique Sarron          | Honda      | Ret      |      |
| Ret  | Stefano Caracchi          | Honda      | Ret      |      |
| Ret  | Nedy Crotta               | Rotax      | Ret      |      |
| Ret  | Siegfried Minich          | Honda      | Ret      |      |
| Ret  | Kevin Mitchell            | Yamaha     | Ret      |      |
| DNS  | Rob Orme                  | Yamaha     | DNS      |      |
| DNQ  | Nigel Bosworth            | Yamaha     | DNQ      |      |
| DNQ  | Gerard van der Wal        | Rotax      | DNQ      |      |
| DNQ  | Josef Hutter              | Honda      | DNQ      |      |
| DNQ  | André Stamsnijder         | Honda      | DNQ      |      |
| DNQ  | Jean-François Baldé       | Honda      | DNQ      |      |
| DNQ  | Mar Schouten              | Honda      | DNQ      |      |
| DNQ  | Jean-Louis Guignabodet    | Honda      | DNQ      |      |
| DNQ  | Rüdi Gächter              | Yamaha     | DNQ      |      |
| DNQ  | Albert Jacqmin            | Honda      | DNQ      |      |

## Resultados 125cc
Continua inalterable el dominio de Fausto Gresini en esta categoría con cinco victorias en 5 Grandes Premios. En el podio subieron otros dos pilots italianos, Bruno Casanova y Paolo Casoli.
| Pos. | Piloto                       | Moto     | Tiempo   | Pts. |
| ---- | ---------------------------- | -------- | -------- | ---- |
| 1    | Fausto Gresini               | Garelli  | 39.00.97 | 15   |
| 2    | Bruno Casanova               | Garelli  | 39.01.26 | 12   |
| 3    | Paolo Casoli                 | Moto AGV | 39.34.67 | 10   |
| 4    | August Auinger               | MBA      | 39.42.86 | 8    |
| 5    | Pier Paolo Bianchi           | MBA      | 39.57.15 | 6    |
| 6    | Mike Leitner                 | MBA      | 40.02.56 | 5    |
| 7    | Corrado Catalano             | MBA      | 40.12.67 | 4    |
| 8    | Andrés Sánchez               | Ducados  | 40.17.01 | 3    |
| 9    | Jean-Claude Selini           | MBA      | 40.19.25 | 2    |
| 10   | Thierry Feuz                 | MBA      | 40.20.32 | 1    |
| 11   | Johnny Wickström             | Tunturi  | 40.26.79 |      |
| 12   | Adi Stadler                  | MBA      | 40.27.09 |      |
| 13   | Olivier Liégeois             | Assmex   | 40.34.05 |      |
| 14   | Ezio Gianola                 | Honda    | 40.46.65 |      |
| 15   | Norbert Peschke              | Seel     | 40.47.34 |      |
| 16   | Håkan Olsson                 | Starol   | 40.47.59 |      |
| 17   | Claudio Macciotta            | MBA      | 41.01.47 |      |
| 18   | Peter Sommer                 | MBA      | 41.10.92 |      |
| 19   | Manuel Hernández             | Beneti   | 41.19.98 |      |
| 20   | Esa Kytölä                   | MBA      | 41.20.40 |      |
| 21   | Robin Appleyard              | MBA      | 41.44.39 |      |
| 22   | Fernando González de Nicolás | JJ Cobas | 1 Vuelta |      |
| 23   | Peter Baláž                  | MBA      | 1 Vuelta |      |
| Ret  | Domenico Brigaglia           | Moto AGV | Ret      |      |
| Ret  | Gastone Grassetti            | MBA      | Ret      |      |
| Ret  | Jussi Hautaniemi             | MBA      | Ret      |      |
| Ret  | Christian Le Badezet         | MBA      | Ret      |      |
| Ret  | Paul Bordes                  | MBA      | Ret      |      |
| Ret  | Jan Eggens                   | MBA      | Ret      |      |
| Ret  | Heinz Litz                   | MBA      | Ret      |      |
| Ret  | Robin Milton                 | MBA      | Ret      |      |
| Ret  | Willy Pérez                  | Zanella  | Ret      |      |
| Ret  | Lucio Pietroniro             | MBA      | Ret      |      |
| Ret  | Anton Straver                | MBA      | Ret      |      |
| Ret  | Iván Troisi                  | MBA      | Ret      |      |
| Ret  | Alfred Waibel                | Special  | Ret      |      |
| DNQ  | Thomas Møller-Pedersen       | MBA      | DNQ      |      |
| DNQ  | Hubert Abold                 | Honda    | DNQ      |      |
| DNQ  | Dirk Hafeneger               | MBA      | DNQ      |      |
| DNQ  | Hans Spaan                   | MBA      | DNQ      |      |
| DNQ  | Allan Scott                  | EMC      | DNQ      |      |
| DNQ  | Karl Dauer                   | MBA      | DNQ      |      |
| DNQ  | Wilco Zeelenberg             | Casal    | DNQ      |      |
| DNQ  | Helmut Hovenga               | MBA      | DNQ      |      |
| DNQ  | Boy van Erp                  | MBA      | DNQ      |      |
| DNQ  | Alain Kempener               | MBA      | DNQ      |      |
| DNQ  | Michael McCarrity            | MBA      | DNQ      |      |

## Resultados 80cc
En la categoría de menor cilindrada, Jorge Martínez Aspar está muy cerca del título mundial con la quinta victoria del curso. El español tiene una ventaja de 38 puntos en la clasificación general sobre su compañero de escudería Manuel Herreros. El tercer puesto de la carrera fue para el suizo Stefan Dörflinger.
| Pos. | Piloto               | Moto      | Tiempo   | Pts. |
| ---- | -------------------- | --------- | -------- | ---- |
| 1    | Jorge Martínez Aspar | Derbi     | 31.02.52 | 15   |
| 2    | Manuel Herreros      | Derbi     | 31.24.93 | 12   |
| 3    | Stefan Dörflinger    | Krauser   | 31.25.99 | 10   |
| 4    | Luis Miguel Reyes    | Autisa    | 31.39.72 | 8    |
| 5    | Julián Miralles      | Derbi     | 31.42.37 | 6    |
| 6    | Karoly Juhasz        | Krauser   | 31.44.09 | 5    |
| 7    | Hubert Abold         | Krauser   | 31.48.34 | 4    |
| 8    | Ian McConnachie      | Krauser   | 32.10.82 | 3    |
| 9    | Peter Öttl           | Krauser   | 32.12.96 | 2    |
| 10   | Günter Schirnhofer   | Krauser   | 32.28.24 | 1    |
| 11   | Reiner Scheidhauer   | Seel      | 32.36.16 |      |
| 12   | Heinz Paschen        | Casal     | 32.36.75 |      |
| 13   | Stefan Prein         | Casal     | 32.37.15 |      |
| 14   | René Dünki           | Krauser   | 32.39.30 |      |
| 15   | Reiner Koster        | Kroko     | 32.39.73 |      |
| 16   | Bert Smit            | Minarelli | 32.42.77 |      |
| 17   | Janez Pintar         | Eberhardt | 32.43.72 |      |
| 18   | Wilco Zeelenberg     | Casal     | 32.52.61 |      |
| 19   | Ralf Waldmann        | ERK       | 32.55.50 |      |
| 20   | Jos van Dongen       | Krauser   | 32.55.74 |      |
| 21   | Rainer Kunz          | Kroko     | 33.11.98 |      |
| 22   | Alex Barros          | Arbizu    | 33.15.36 |      |
| 23   | Theo Timmer          | Casal     | 33.11.98 |      |
| 24   | Alojz Pavlič         | Seel      | 1 Vuelta |      |
| Ret  | Richard Bay          | Ziegler   | Ret      |      |
| Ret  | Kees Besseling       | Special   | Ret      |      |
| Ret  | Juan Ramón Bolart    | Krauser   | Ret      |      |
| Ret  | Àlex Crivillé        | Derbi     | Ret      |      |
| Ret  | Gerhard Waibel       | Krauser   | Ret      |      |
| Ret  | Josef Fischer        | Krauser   | Ret      |      |
| Ret  | Raimo Lipponen       | Krauser   | Ret      |      |
| Ret  | Paolo Priori         | Krauser   | Ret      |      |
| Ret  | Hans Spaan           | Casal     | Ret      |      |
| Ret  | Lionel Robert        | SPR       | Ret      |      |
| Ret  | Jörg Seel            | Seel      | Ret      |      |
| Ret  | Mario Stocco         | Faccioli  | Ret      |      |
| DNQ  | Jacques Bernard      | Huvo      | DNQ      |      |
| DNQ  | Serge Julin          | Casal     | DNQ      |      |
| DNQ  | Thomas Engl          | GPE       | DNQ      |      |
| DNQ  | Stuart Edwards       | Casal     | DNQ      |      |
| DNQ  | Chris Baert          | Seel      | DNQ      |      |
| DNQ  | Hans Koopman         | Ziegler   | DNQ      |      |
| DNQ  | Adri Nijenhuis       | Casal     | DNQ      |      |
| DNQ  | Paul Bordes          | RB        | DNQ      |      |
| DNQ  | Dennis Batchelor     | Krauser   | DNQ      |      |
| DNQ  | Otto Machinek        | H&M       | DNQ      |      |
| DNQ  | Herri Torrontegui    | JJ Cobas  | DNQ      |      |
| DNQ  | Mika-Sakari Komu     | Eberhardt | DNQ      |      |